# Piacatu
Piacatu là một đô thị ở bang São Paulo của Brasil. Dân số năm 2004 ước tính là 4.669 người. 
Đô thị này có diện tích 233,12 km².

## Thông tin nhân khẩu
Dữ liệu dân số theo điều tra dân số năm 2000
Tổng dân số: 4.625
- Thành thị: 3.807
- Nông thôn: 818
- Nam giới: 2.331
- Nữ giới: 2.294

Mật độ dân số (người/km²): 19,89
Tỷ lệ tử vong trẻ sơ sinh dưới 1 tuổi (trên một triệu người): 16,43
Tuổi thọ bình quân (tuổi): 70,92
Tỷ lệ sinh (số trẻ trên mỗi bà mẹ): 2,38
Tỷ lệ biết đọc biết viết: 82,66%
Chỉ số phát triển con người (HDI-M): 0,757
- Chỉ số phát triển con người - Thu nhập: 0,681
- Chỉ số phát triển con người - Tuổi thọ: 0,765
- Chỉ số phát triển con người - Giáo dục: 0,824

(Nguồn: IPEADATA)

### Sông ngòi
- Sông Aguapeí

### Các xa lộ
- SP-425